# 阿马罗
阿马罗（義大利語：Amaro），是意大利乌迪内省的一个市镇。总面积33平方公里，人口802人，人口密度24.3人/平方公里（2009年）。ISTAT代码为030002。